# Karbamazepin
Karbamazepin är en kemisk förening med formeln C15H12N2O. Ämnet mildrar elektriska signalers utbredning i hjärnan. Karbamazepin har framgångsrikt använt främst mot olika former av epilepsi, alkoholabstinens och trigeminusneuralgi. Ämnet kan också användas mot vissa former av ADHD och så kallad temporallobsdysfunktion.
Karbamazepin har kemiska likheter med tricykliska antidepressiva (TCA) och anses ha en svag antidepressiv effekt. Ämnet kan liksom andra epilepsimediciner användas vid bipolär (mano-depressiv) sjukdom – ibland i kombination med litium.
Karbamazepin tillgängligt bland annat under varumärkena Tegretol, Trimonil och Hermolepsin.
Biotillgängligheten är 80%.

## Identifikatorer
- InChI 1/C15H12N2O/c16-15(18)17-13-7-3-1-5-11(13)9-10-12-6-2-4-8-14(12)17/h1-10H,(H2,16,18)
- InChIKey FFGPTBGBLSHEPO-UHFFFAOYAM
- ChemSpiderID 2457
- ATC-kod N03AF01
- PubChem 2554
- DrugBank APRD00337